# Hang Tvah (F76)
Hang Tvah (F76) je fregata Malajsijského královského námořnictva. Původně byla objednána Ghanou jako fregata a zároveň prezidentská jachta Black Star. Když později Ghana plavidlo odmítla převzít, zůstalo několik let zakotvené v loděnici a následně bylo čtyři roky provozováno jako fregata britského královského námořnictva HMS Mermaid. Fregata Mermaid sloužila na Dálném východě a zapojila se též do tzv. tresčí války s Islandem. Roku 1977 ji zakoupila Malajsie, jejíž námořnictvo ji provozovalo v letech 1977–2018. Plánována je její přeměna na muzejní loď.

## Pozadí vzniku
Stavbu fregaty objednala roku 1965 Ghana jako Black Star, vlajkovou loď ghanského námořnictva a zároveň reprezentativní jachtu pro prezidenta Kwame Nkrumaha. Stavbu provedla loděnice Yarrow Shipbuilders ve Scotstounu podle upraveného projektu fregat typu 41 a typu 61. Stavba byla zahájena roku 1965, na vodu byla fregata spuštěna 29. prosince 1966 a dokončena roku 1968. V Ghaně mezitím došlo k převratu a následně země plavidlo odmítla převzít pro jeho vysokou cenu. Zůstalo proto několik let odstavené ve Scotstounu.
Teprve v dubnu 1973 fregatu zakoupilo britské královské námořnictvo. Nově zvolená konzervativní vláda tak posílila námořnictvo a zároveň finančně podpořila důležitou loděnici. V Chathamu byla loď upravena dle jeho požadavků a dne 16. května 1973 byla přijata do služby jako HMS Mermaid (F76). Kvůli slabé výzbroji a senzorovému vybavení však fregata nebyla příliš vhodná pro službu v Evropě. Nejprve byla odeslána na Dálný východ do Singapuru a později se Mermaid zapojila do tzv. tresčí války s Islandem. Například v březnu 1976 došlo k incidentu (srážce) mezi Mermaid a islandskou hlídkovou lodí ICGV Þór. V září 1976 došlo během cvičení NATO ke strážce Mermaid s britskou minolovkou HMS Fittleton (M1136). Minolovka se potopila, přičemž zahynulo 12 osob.
Po čtyřleté službě v britském námořnictvu fregatu koupila Malajsie. Dohoda byla uzavřena v květnu 1977 a 22. července 1977 jej zařadila do služby pod novým jménem Hang Tvah (F76). Ve službě nahradila starší malajskou fregatu Hang Tvah (F433, ex Loch Insh) třídy Loch.

## Konstrukce

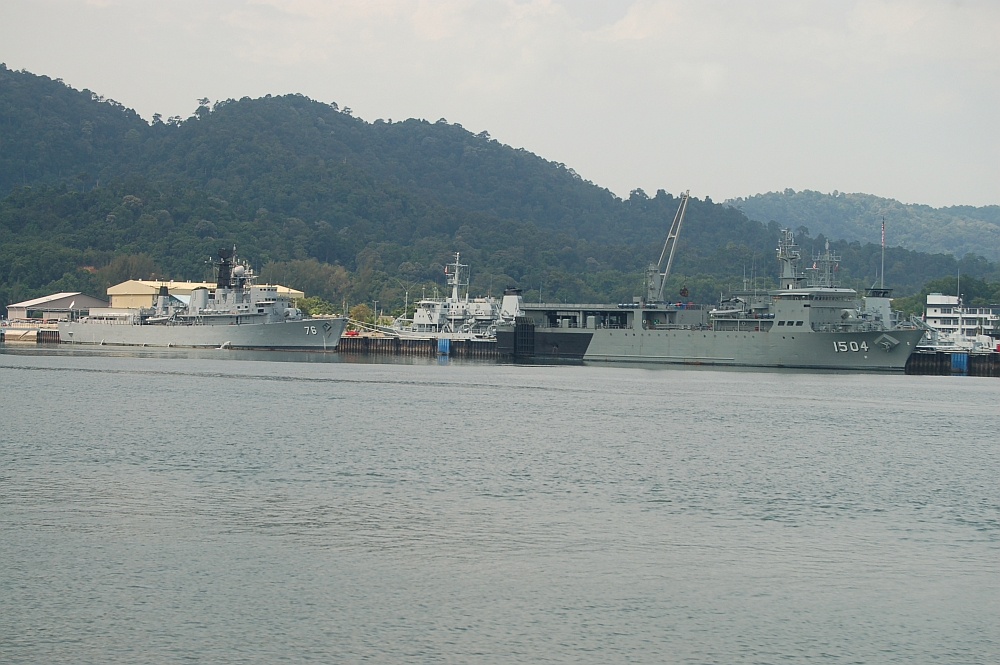
Hang Tvah (vlevo) na námořní základně Lumut

Kvůli snížení ceny byla loď dokončena s omezenou výzbrojí a elektronickou výbavou. Nesla radary Plessey AWS-1 a typu 978, dále sonary typu 174 a typu 170B. Původní výzbroj tvořily dva 102mm kanóny v dělové věži na přídi, čtyři protiletadlové 40mm kanóny a jeden vrhač hlubinných pum Limbo. Na zádi se nachází přistávací plocha pro vrtulník, chybí však hangár. Pohonný systém tvořilo osm dieselů o výkonu 14 000 hp, pohánějící dva lodní šrouby. Nejvyšší rychlost dosahovala 24 uzlů. Dosah byl 4800 námořních mil při rychlosti 18 uzlů.

### Modifikace
V letech 1991–1992 upravena na cvičnou loď. Příďové 102mm kanóny nahradila nová věž s 57mm kanónem Bofors L/70 Mk1. Roku 1996 byly vyměněny diesely.

## Muzeum
V roce 2018 bylo rozhodnuto Hang Tvah přeměnit na muzejní loď. Fregata tehdy byla nejdéle sloužící válečnou lodí malajsijského námořnictva a během služby urazila vzdálenost přibližně 500 000 km. K úpravě plavidla pro novou roli byla vybrána loděnice Boustead Naval Shipyard (BNS) ve městě Lumut. Zpřístupněna bude v rámci nového muzea, které má vzniknout na základně Lumut.